# رانی کلایتن
رانی کلایتن (به انگلیسی: Ronnie Clayton) (زادهٔ ۵ اوت ۱۹۳۴ - درگذشته ۲۹ اکتبر ۲۰۱۰) بازیکن فوتبالاهل انگلستان بود که سابقهٔ بازی در تیم ملی فوتبال انگلستان را در کارنامهٔ خود دارد. وی در تاریخ ۲ نوامبر ۱۹۵۵ نخستین بازی ملی خود را در مقابل تیم ملی فوتبال ایرلند شمالی انجام داد و با حضور در ۳۵ بازی ملی، در تاریخ ۱۱ مه ۱۹۶۰ واپسین بازی ملی‌اش را در برابر تیم ملی فوتبال یوگسلاوی برگزار کرد.